# Lavagem do Bonfim
A Lavagem do Bonfim é uma celebração inter-religiosa que tem lugar em Salvador da Bahia, Brasil. Acontece na quinta-feira que antecede o segundo domingo após o Dia de Reis, no mês de janeiro. Neste período também ocorre o novenário solene e exposição do Santíssimo Sacramento, interrompido apenas no dia da Lavagem, quando ocorre o cortejo entre a Igreja da Conceição da Praia e a Igreja do Bonfim, havendo a exposição de uma pequena imagem do Senhor do Bonfim pelo capelão da Igreja do Bonfim na fachada do templo, com uma bênção especial a todos os presentes. A Lavagem é um "Símbolo do sincretismo religioso da Bahia"
A tradicional Lavagem não deve ser confundida com a Festa que marca o encerramento do novenário solene, no domingo seguinte, quando ocorre a missa ao Senhor do Bonfim. A lavagem da Igreja teve início em 1773, quando os integrantes da "Devoção do Senhor Bom Jesus do Bonfim", constituída por devotos leigos, faziam os escravizados lavar e ornamentar a Igreja como parte dos preparativos para a festa do Senhor do Bonfim. Posteriormente, para os adeptos do candomblé, a lavagem da igreja do Senhor do Bonfim passou a ser parte da cerimônia das Águas de Oxalá. A Arquidiocese de Salvador, então, proibiu a lavagem na parte interna do templo e transferiu o ritual para as escadarias e o adro. Durante a tradicional lavagem, as portas da Igreja permanecem fechadas e as baianas despejam água de cheiro nos degraus e no adro, ao som de toques e cânticos de caráter afro-religioso (embora atualmente o ritual se revista  de um perfil  ecumênico), que ocorre na quinta-feira que antecede festa e conta com grande participação do povo, que chega em carroças enfeitadas, e das tradicionais baianas, com seus vasos com água de cheiro.

## Origem
Teodósio Rodrigues de Farias, oficial da Armada Portuguesa, trouxe de Lisboa uma imagem do Cristo, que, em 1745, foi conduzida com grande acompanhamento para a Basílica Santuário de Nossa Senhora da Penha, em Itapagipe, em Salvador - BA.
Em julho de 1754, a imagem foi transferida em procissão para a sua própria igreja, na Colina Sagrada, onde a atribuição de poderes milagrosos tornou o Senhor do Bonfim objeto de devoção popular e centro de peregrinação mística e sincrética.

## O cortejo
A lavagem festiva acontece com a saída, pela manhã da quinta-feira, do tradicional cortejo de baianas da Igreja de Nossa Senhora da Conceição da Praia, o qual segue a pé até o alto do Bonfim, para lavar com vassouras e água de cheiro as escadarias e o átrio da Igreja do Nosso Senhor do Bonfim.
Todos se vestem de branco, a cor do orixá, e percorrem 8 quilômetros em procissão, desde o largo da Conceição até o largo do Bonfim. O ponto alto da festa ocorre quando as escadarias da igreja são lavadas por cerca de 200 baianas vestidas a caráter que, de suas "quartinhas" — vasos, que trazem aos ombros — despejam água nas escadarias e no átrio da igreja, ao som de palmas, toque de atabaque e cânticos de origem africana. Terminada a parte religiosa, a festa continua no largo do Bonfim, com batucadas, danças e barracas de bebidas e comidas típicas.
No domingo seguinte à lavagem, os devotos se reúnem na Igreja dos Mares para a procissão dos Três Pedidos, que percorre o largo de Roma em direção ao Bonfim. Na chegada à Colina do Bonfim, os fiéis dão três voltas em torno da Basílica, fazendo três pedidos. Uma pregação, bem como uma missa solene e a bênção do Santíssimo Sacramento encerram os festejos.